# Ukrajinská pošta
Ukrajinská pošta, též Ukrpošta (ukrajinsky Укрпошта) je národní poštovní operátor Ukrajiny. Je to veřejná obchodní společnost se 100% státním vlastnictvím. Ukrajinská pošta je členem Světové poštovní unie od roku 1947 a vlastníkem národního podniku vydávajícího poštovní známky (ukrajinsky: Марки України).

## Historie

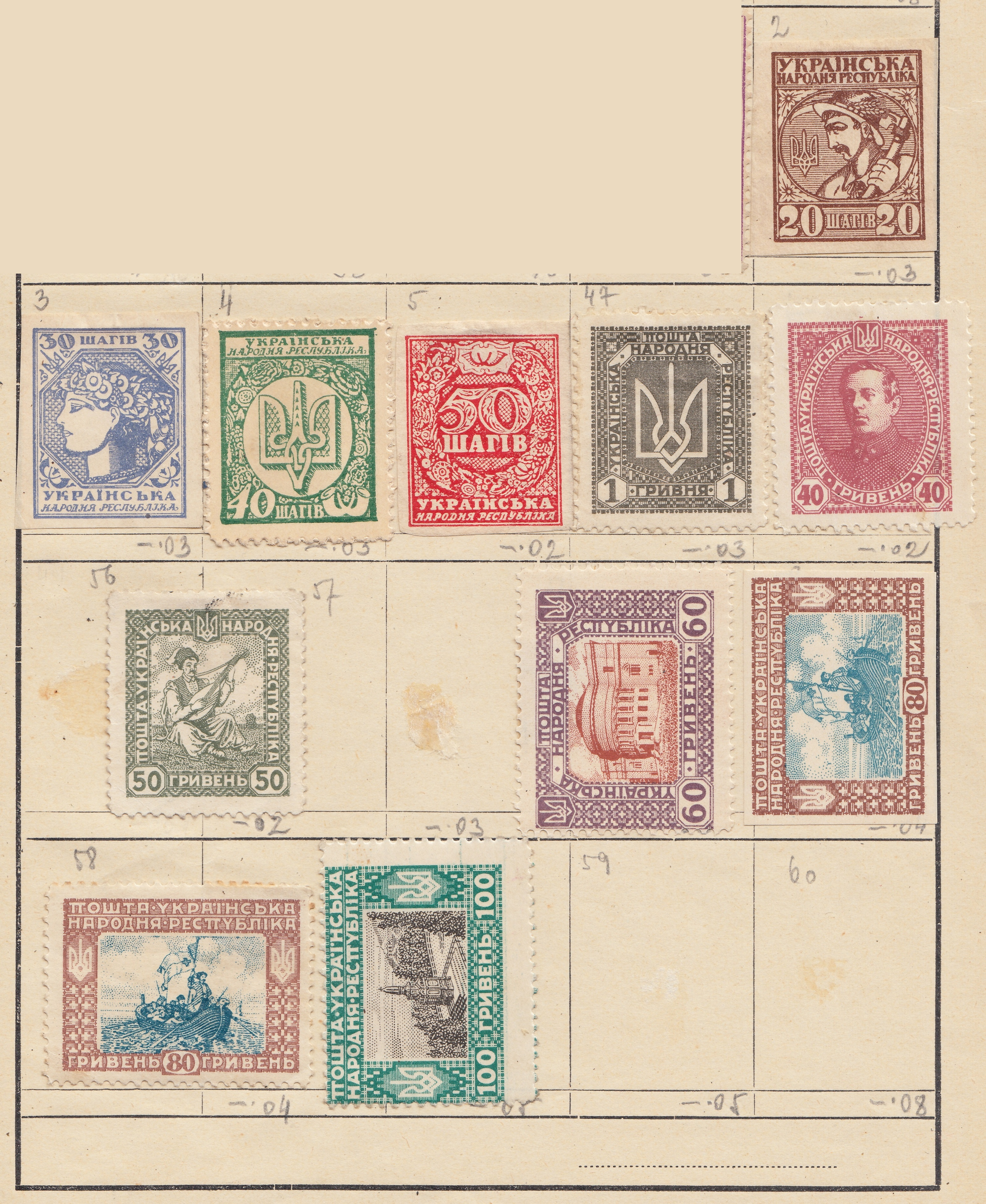
Ukrajinské známky 1918–1919

### Předchůdci
Ukrajina vydávala tzv. zemské poštovní známky již v letech 1866–1917, kdy pošta fungovala v rámci Ruského impéria. Ukrajinská lidová republika, vydávala v letech 1918–1919 (období existence Ruské republiky) své vlastní známky s názvem tohoto státu.

### Ukrajinská pošta v SSSR
V období SSSR působila Ukrajinská pošta v rámci sovětského ministerstva telekomunikací (Správa poštovních spojů, rusky: Управление почтовой связи) jako její republiková pobočka na území Ukrajinské SSR a měla centrum v Moskvě. Byla zcela integrována do sovětského systému spojů. V rámci Gorbačovových reforem byl v roce 1991 na sovětské Ukrajině vytvořen Ukrtelecom, který převzal správu všech druhů spojů.

### Po rozpadu SSSR
V roce 1994 začala Ukrajinská pošta, po restrukturalizaci Ukrtelecomu, fungovat jako samostatný obchodní subjekt poskytující poštovní služby.
V červenci 1998 byla Ukrajinská pošta na žádost vlády znovu reformována.
V současné době je řízena Ministerstvem infrastruktury Ukrajiny a vyhláškami Kabinetu ministrů Ukrajiny.
Činnost společnosti se řídí ukrajinským zákonem „O poštovní službě“ (v platnosti od 4. října 2001) a dalšími zákony včetně předpisů SPU.

## Provozní údaje
Podle dokumentu Světové poštovní unie uvádí Ukrajinská pošta tyto základní údaje za rok 2021:
- Počet pošt – 9 511
- Počet zaměstnanců – 59 059
- Doručené listovní zásilky vnitřního styku – 159 496 668
- Doručené výtisky novin – 234 916 025
- Čistý zisk – 4 722 974 SDR[pozn. 2]

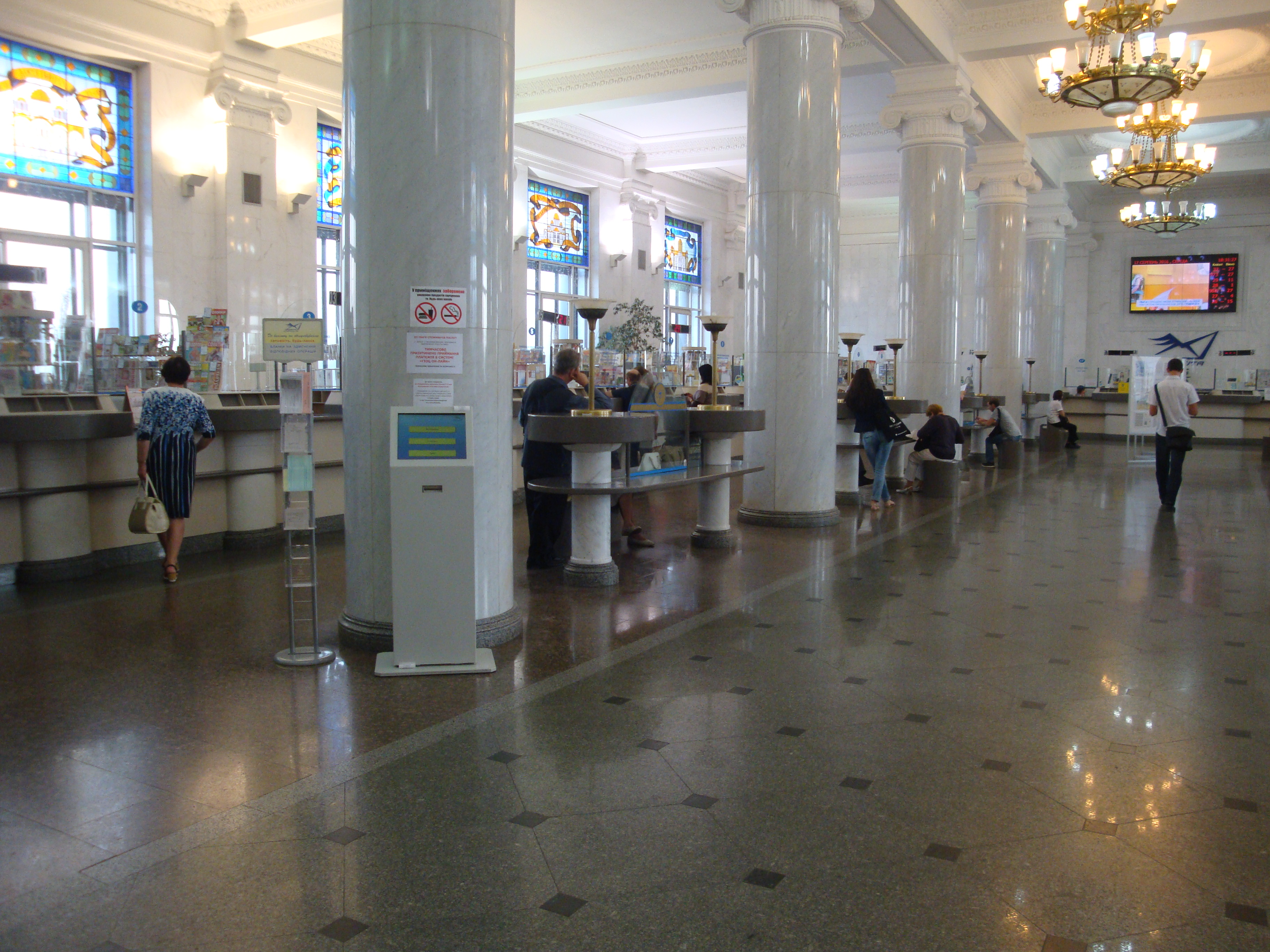
Hlavní pošta Kyjev (2016)
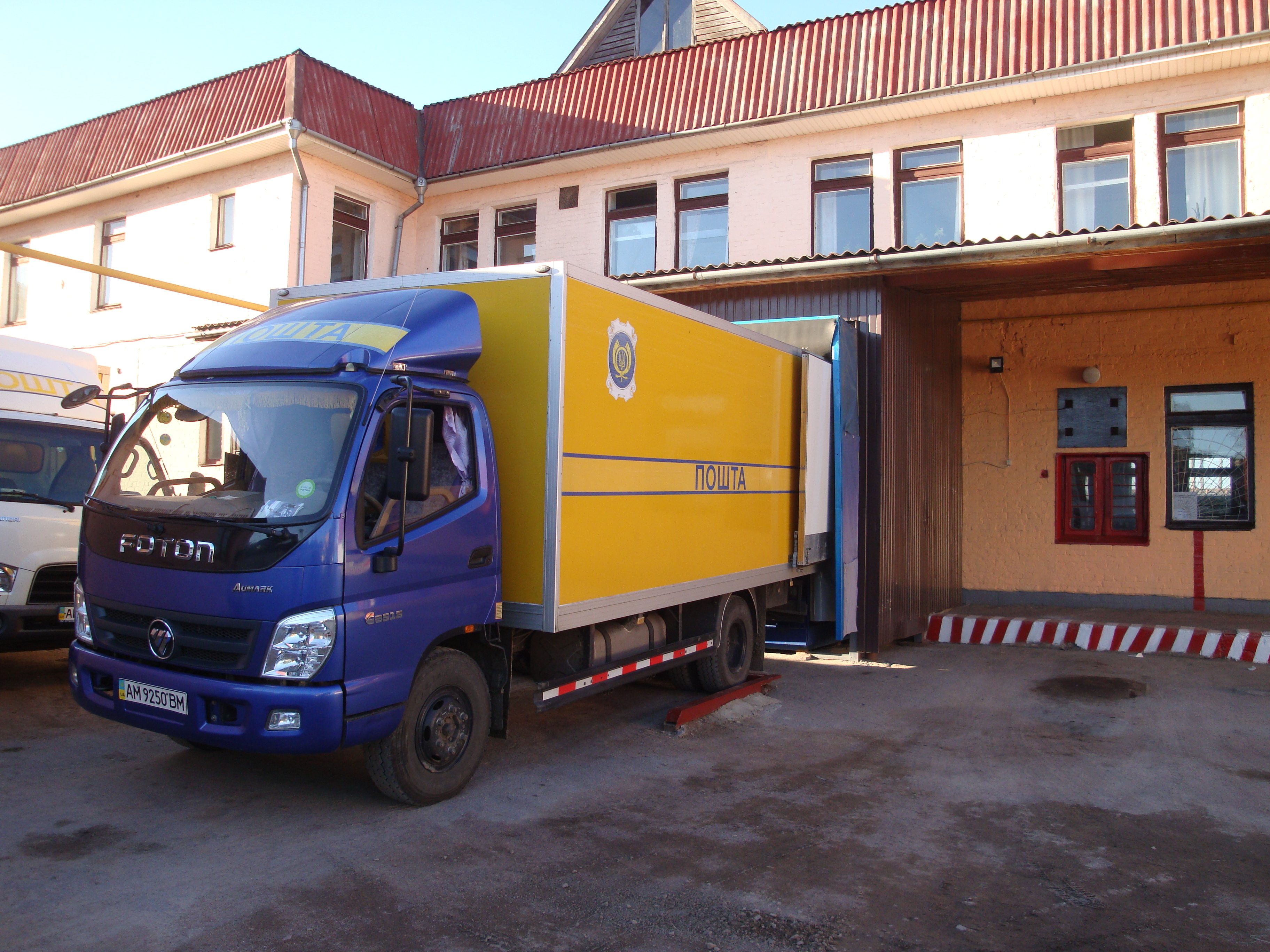
Ukrajinská pošta, nakládka automobilu (Korosteň, 2016)
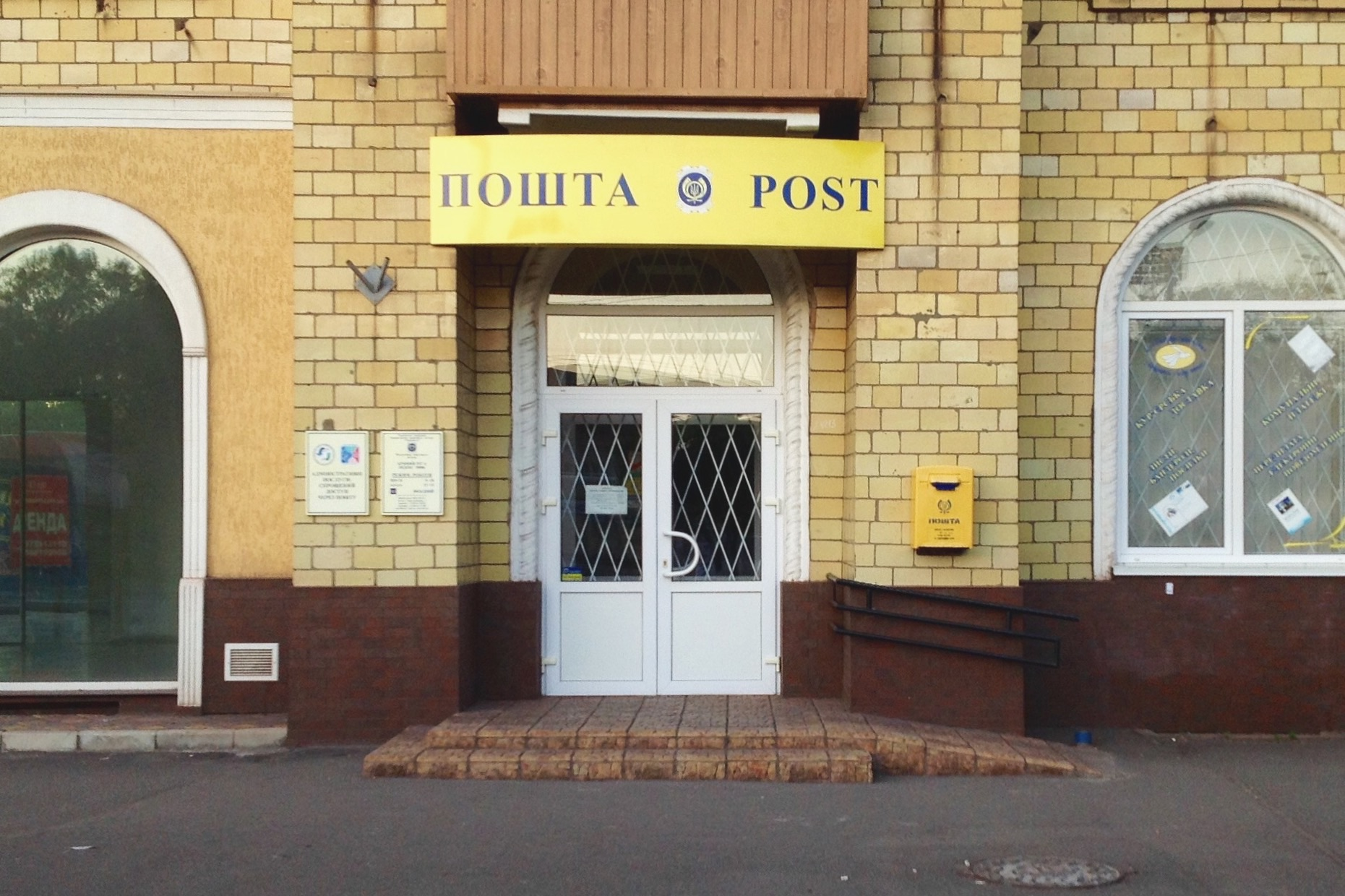
Pošta Kryvyj Rih (2015)
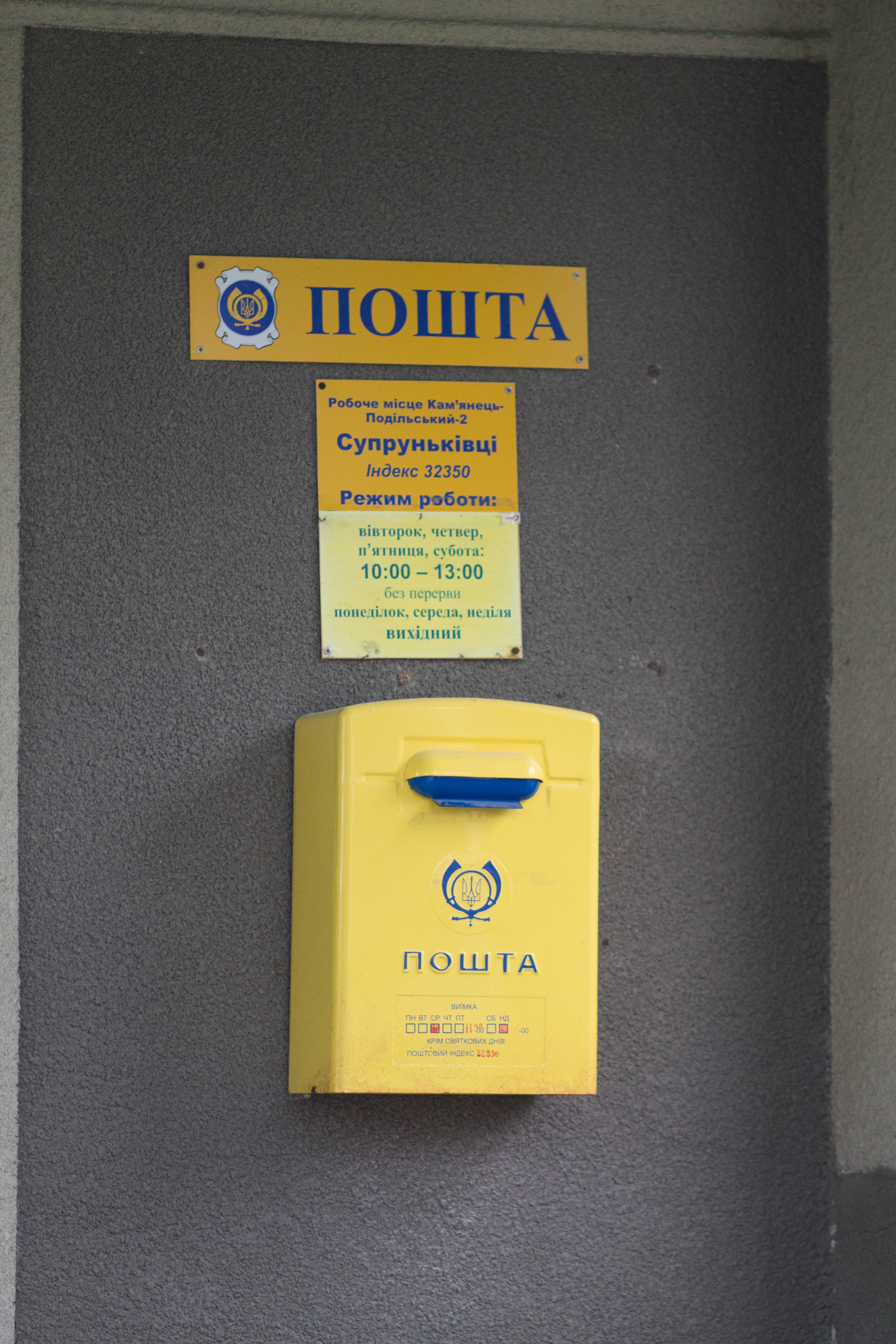
Poštovní schránka Ukrajinské pošty
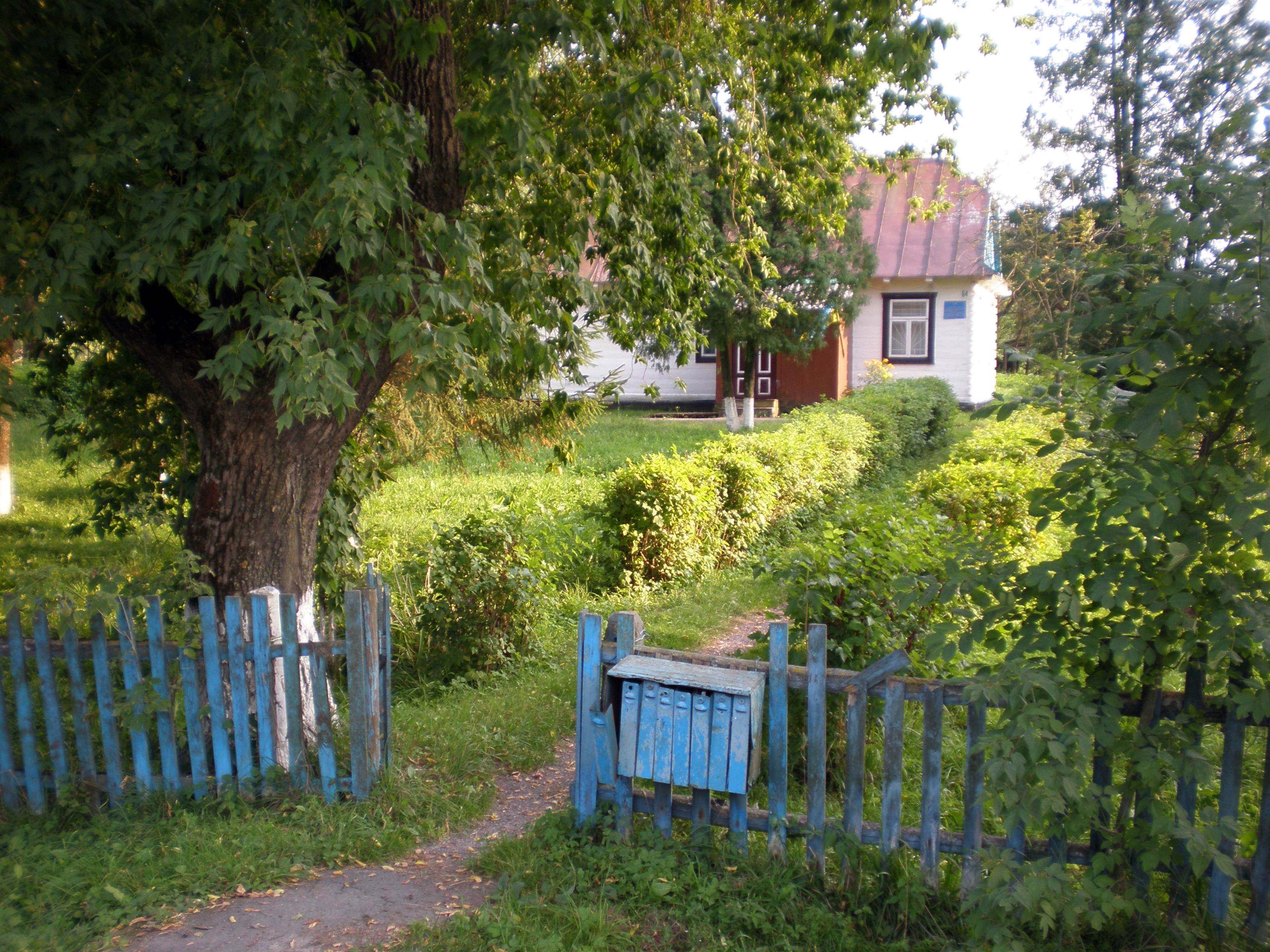
Vesnické doručovací schrány

## Vliv ruské agrese
V dubnu 2014, v důsledku ruské anexe Krymu, ukončila Ukrajinská pošta svou činnost na Krymu a v Sevastopolu; v prosinci téhož roku opustila území ovládaná neuznanou DLR a LLR. V těchto regionech vznikly od 21. dubna „Pošta Krym“ a „Pošta Donbas“ (od 2. prosince) a „Pošta LLR“.
Počínaje 27. březnem 2014 nebyly poštovní zásilky zaslané Ukrajinskou poštou z pevninské Ukrajiny poštovní službou Krymu a Sevastopolu přijímány a byly vráceny zpět. Za těchto okolností Ukrajinská pošta nebyla schopna přepravovat poštovní zásilky na Krymský poloostrov a pozastavila jejich podávání.
Od začátku ruské vojenské invaze (2022) Ukrajinská pošta okamžitě oznámila ukončení spolupráce s poštami Ruska a Běloruska.
Ukrajinská pošta vydává od roku 2022 řadu známek s motivy ovlivněnými probíhající válkou, např.:

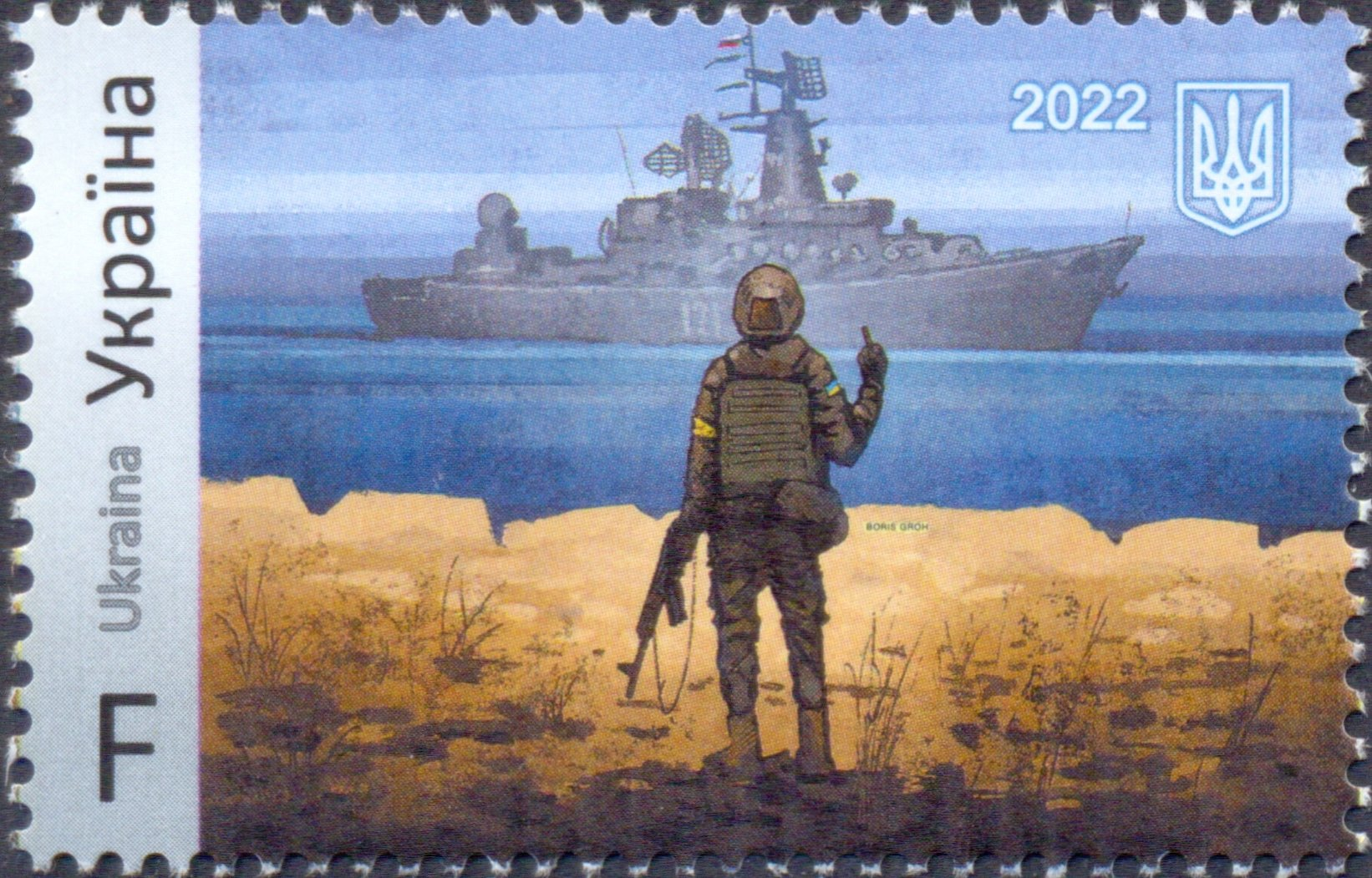
Ruská válečná lodi... (2022)
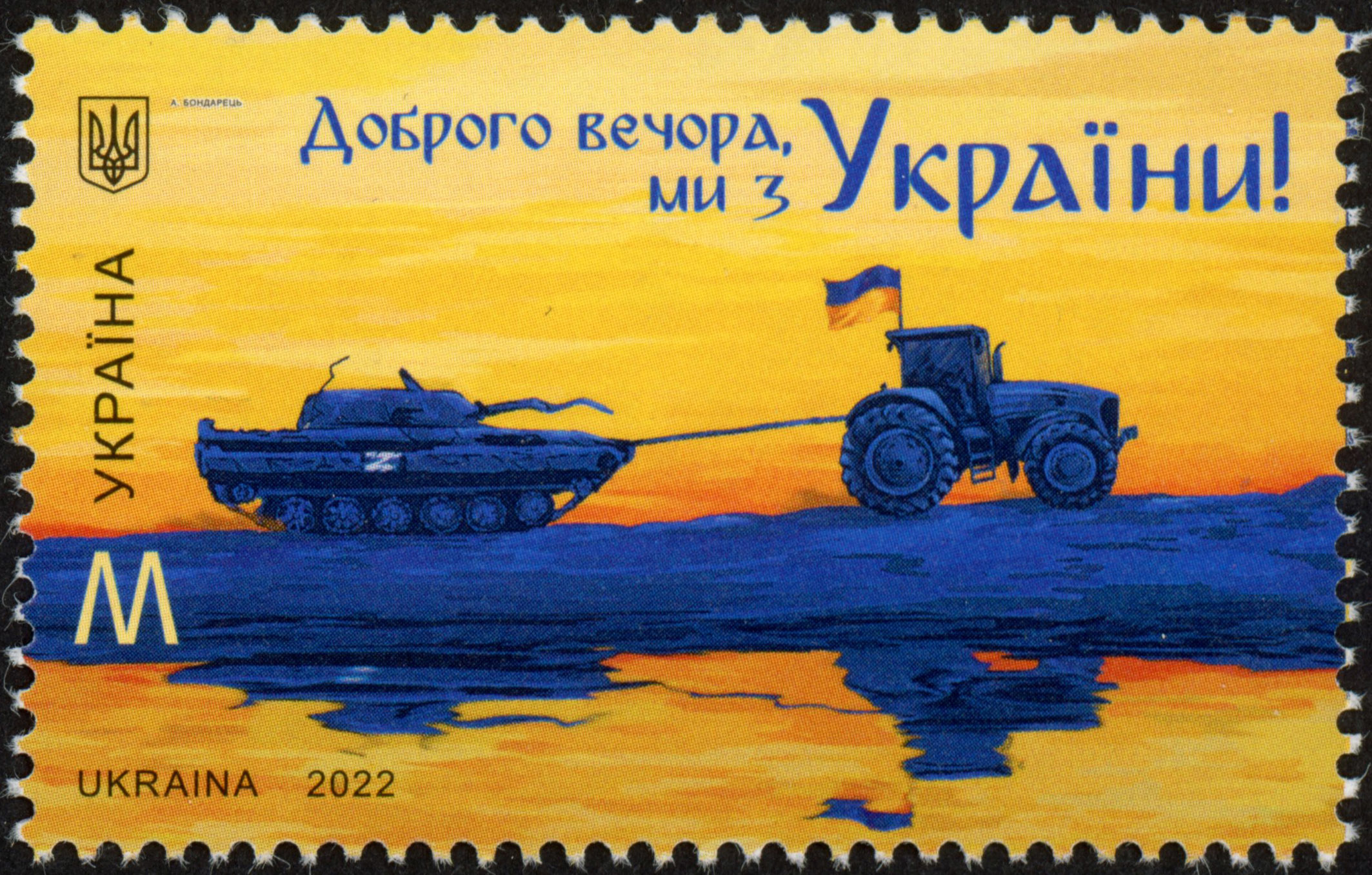
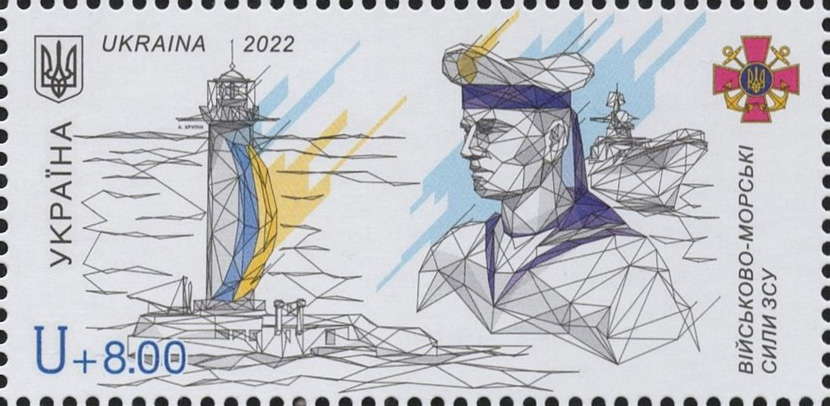
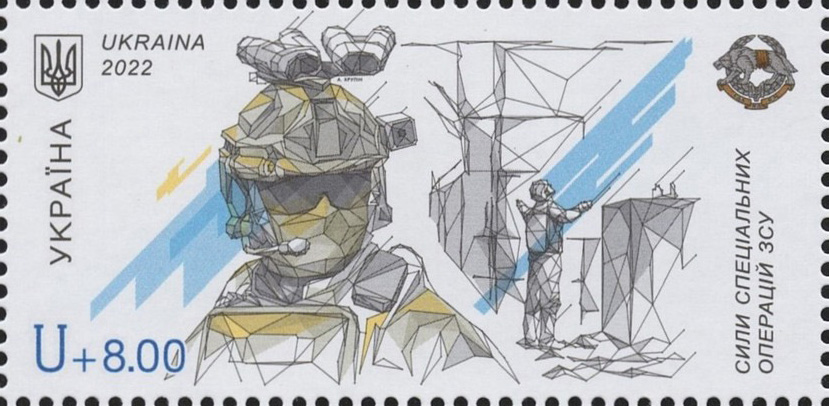
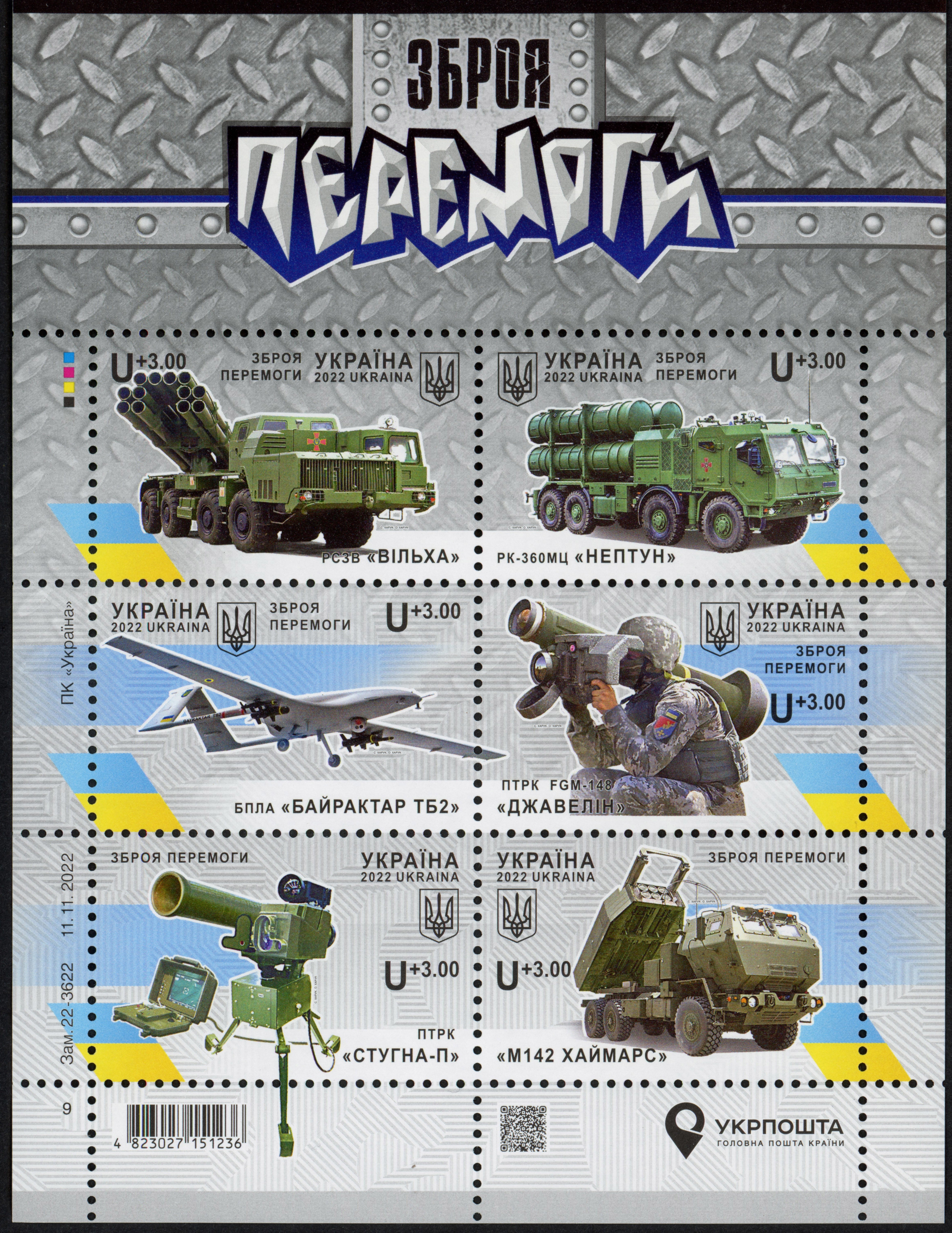
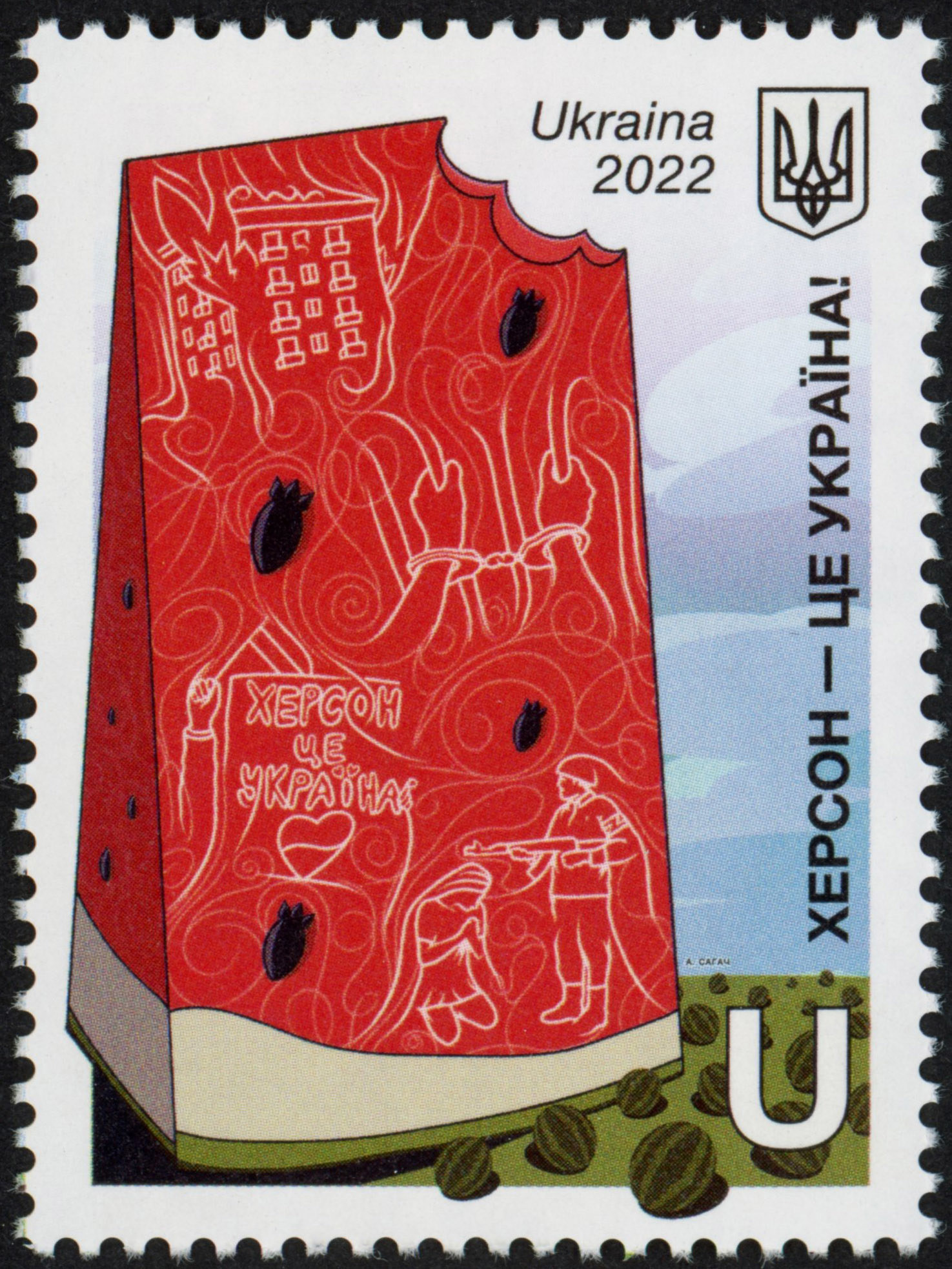
Cherson je Ukrajina (2022)
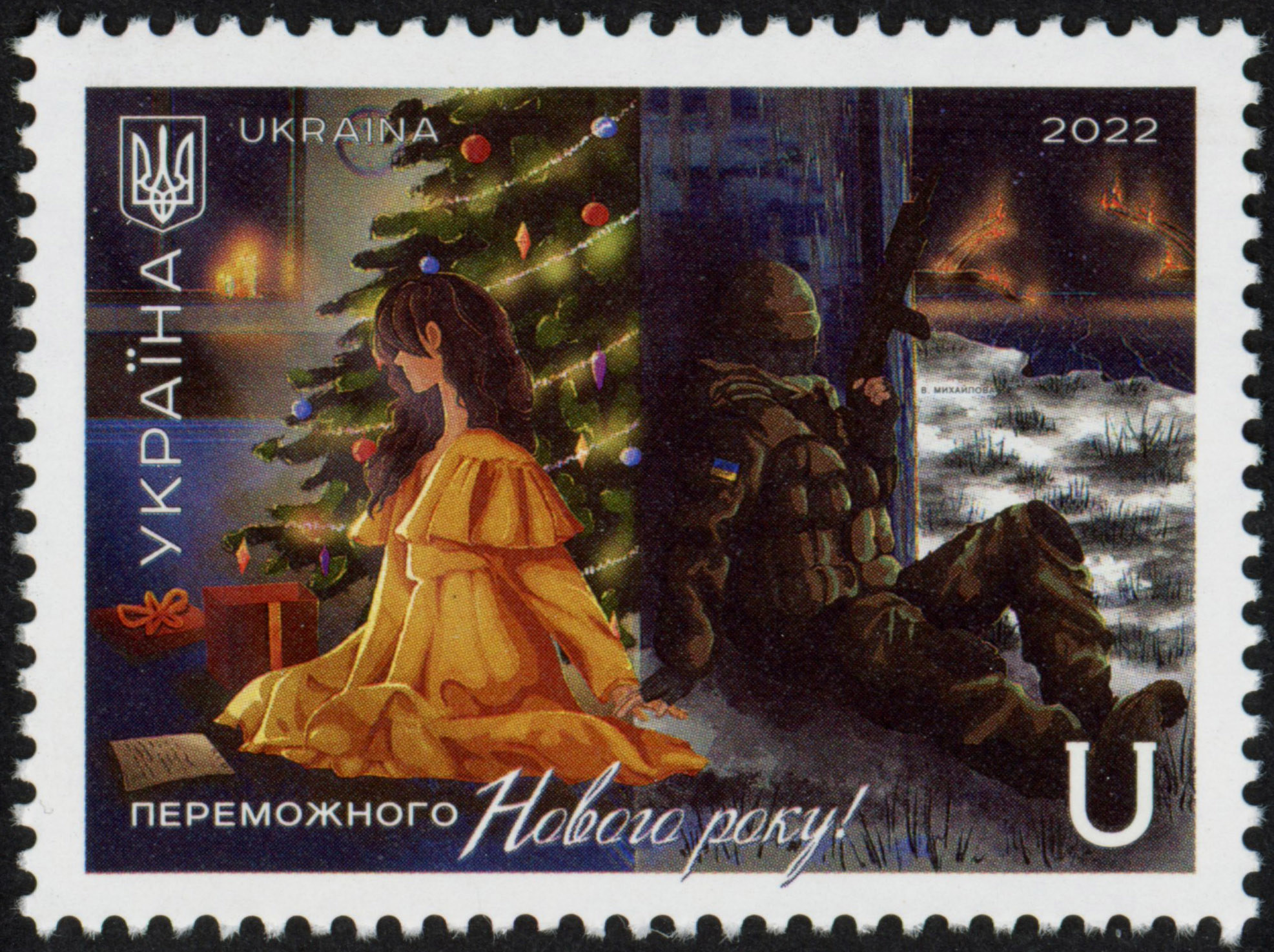
Vítězný Nový rok (2022)
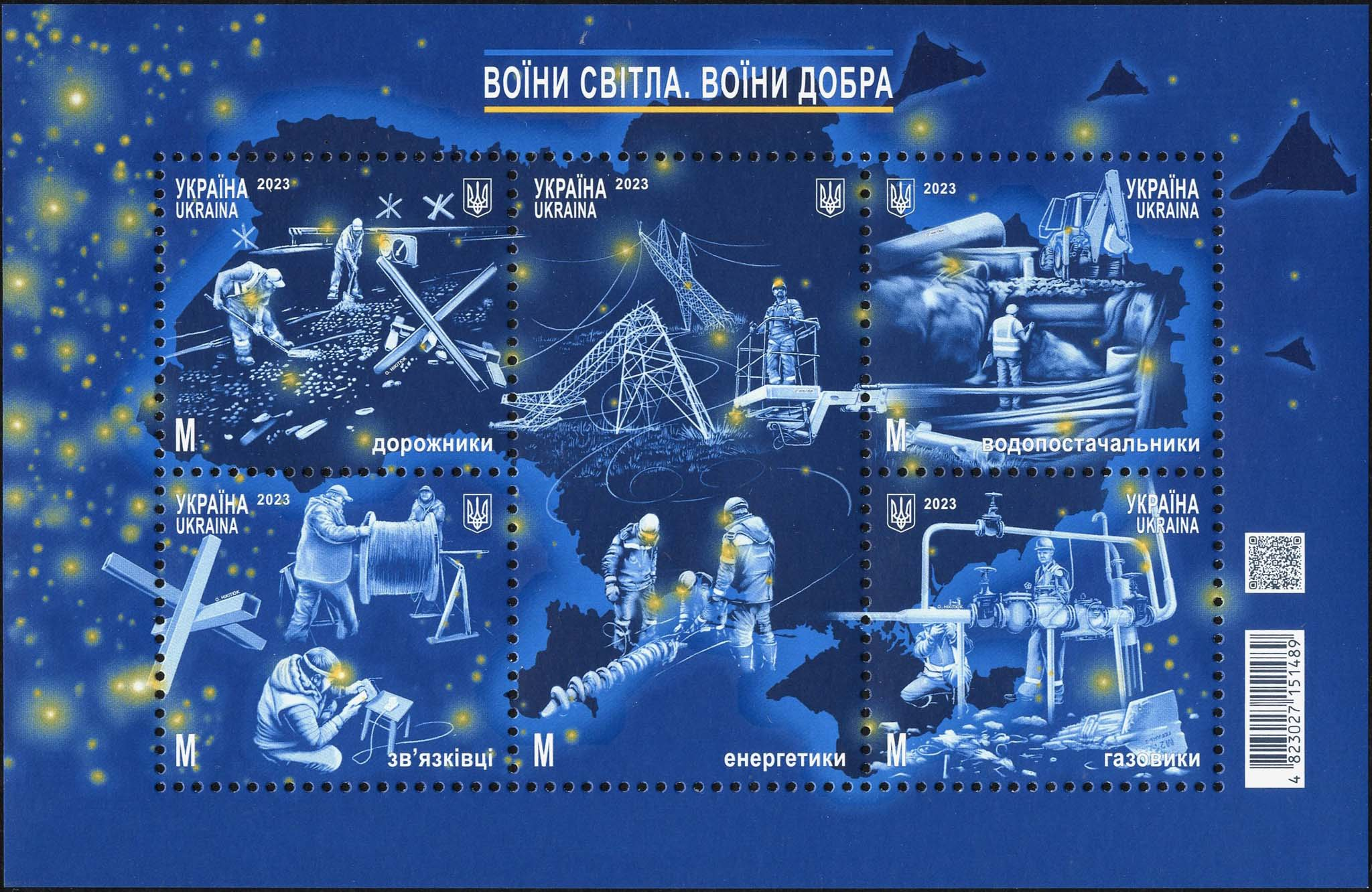
Vojáci světla - vojáci dobra (2023)
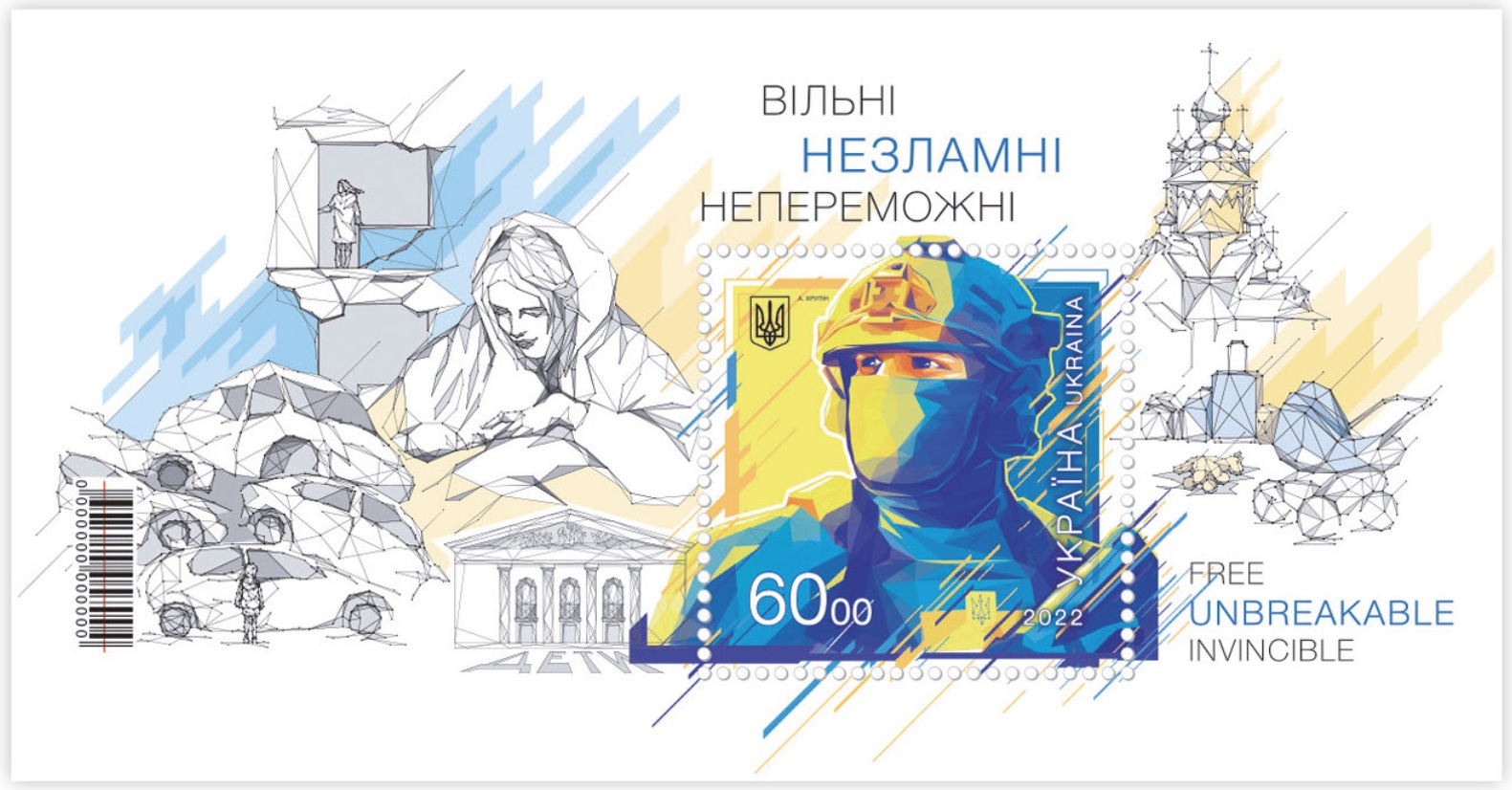
Svobodní, nezlomní, nepřemožení (2022)
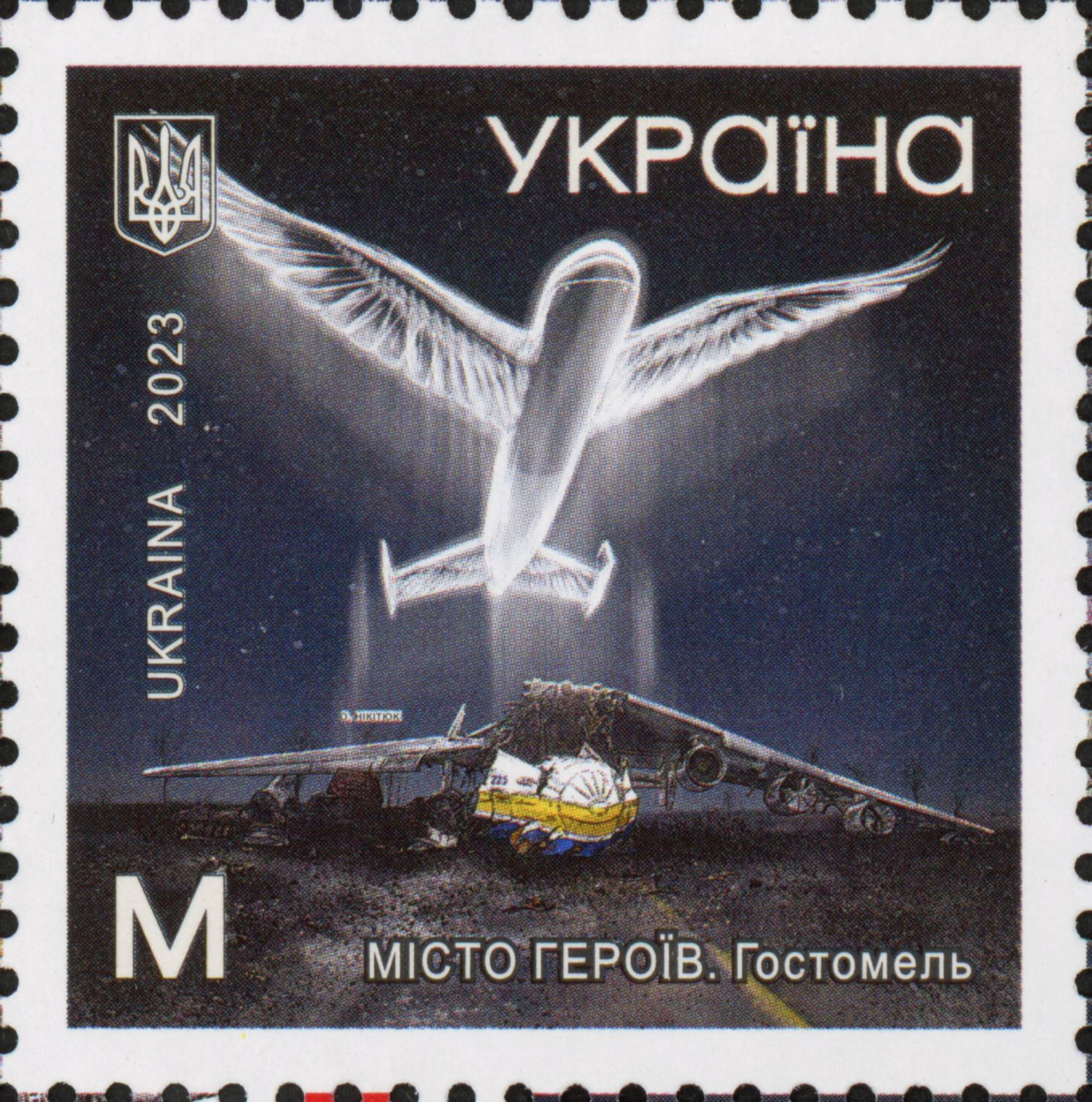
Město hrdinů Hostomel (2023)